# Antônio Prado de Minas
Antônio Prado de Minas är en kommun i Brasilien.   Den ligger i delstaten Minas Gerais, i den sydöstra delen av landet, 800 km sydost om huvudstaden Brasília. Antalet invånare är 1 673. Arean är 85 kvadratkilometer.
Terrängen i Antônio Prado de Minas är lite kuperad.
Omgivningarna runt Antônio Prado de Minas är huvudsakligen savann. Runt Antônio Prado de Minas är det ganska glesbefolkat, med 25 invånare per kvadratkilometer.